# Міжнародна конференція з питань відновлення України
Конференція з відновлення України (англ. Ukraine Recovery Conference, раніше Конференція з питань реформ в Україні (англ. Ukraine Reform Conference)) — щорічна міжнародна подія, присвячена обговоренню пріоритетів відбудови та реконструкції України внаслідок російського вторгнення в Україну.

## Історія
Після Революції гідності 2014 року Україна розпочала реформи для посилення безпеки та демократичної підзвітності. У 2017 році прем'єр-міністр України Володимир Гройсман ініціював першу Конференцію з питань реформ в Україні як інструмент активної взаємодії та співпраці з міжнародними організаціями та іноземними країнами для підтримки та реалізації реформ в Україні.
Спочатку Конференція з питань реформ в Україні була зосереджена на прогресі реформ в Україні. Вона розпочалася як конференція за участю українських та іноземних офіційних осіб, включаючи членів Європейського Союзу, Організації Північноатлантичного договору (НАТО), Великої сімки (G7), представників громадянського суспільства, приватного сектору та аналітичних центрів. Метою конференції було представлення результатів ключових реформ в Україні, визначення пріоритетів Уряду України на наступний рік, заохочення інвестицій в українську економіку та залучення міжнародної спільноти до українських реформ.
24 лютого 2022 року Росія вторглася в Україну, що стало ескалацією російсько-української війни, яка почалася у 2014 році. Конференція 2022 року спочатку планувалася як 5-та Конференція з питань реформ в Україні. Однак через вторгнення в Україну її фокус та назва були змінені.

## 2025
Захід відбувся 10–11 липня 2025 року в Римі, Італія, та був спільно організований Україною та Італією.
Конференція зібрала близько 4000 представників урядів, бізнесу та громадянського суспільства з понад 100 країн, включаючи понад 100 глав держав і урядів та очільників міжнародних організацій.
Основні теми URC 2025:
- Мобілізація приватного сектору для реконструкції та економічного зростання.
- Людський вимір: соціальне відновлення та людський капітал для майбутнього України.
- Відновлення муніципалітетів та регіонів.
- Вступ до Європейського Союзу та пов'язані з ним реформи.

### Перебіг та основні події
Конференцію відкрив Президент України Володимир Зеленський. У своєму зверненні він наголосив на необхідності збільшення інвестицій у протиповітряну оборону та створення «коаліції для відновлення» за аналогією з Планом Маршалла. Зеленський зазначив, що Росія щоночі завдає масованих ударів по Україні, використовуючи сотні дронів та ракет, і закликав партнерів посилити підтримку української оборонної промисловості. Він також підкреслив, що заморожені російські активи мають бути спрямовані на відновлення України.
Перша леді України Олена Зеленська у своєму виступі зосередилася на людському аспекті відбудови, наголосивши, що «найцінніше у відбудові будь-якої країни – люди». Вона розповіла про Всеукраїнську програму ментального здоров’я «Ти як?», реформу шкільного харчування, Національну стратегію безбар'єрності та інші соціальні ініціативи. Вперше на полях URC була представлена Фундація Олени Зеленської, яка презентувала проєкт зі створення молодіжних просторів «12–21».
Другий день конференції був присвячений обговоренню конкретних проєктів на технічному рівні.

#### Двосторонні зустрічі
Президент Зеленський обговорив із канцлером Німеччини Фрідріхом Мерцом розширення оборонної співпраці та збільшення інвестицій у виробництво українських дронів-перехоплювачів. Мерц, у свою чергу, закликав Словаччину припинити блокування 18-го пакета санкцій ЄС проти Росії.
Загалом під час конференції було анонсовано підписання близько 200 угод на суму понад 10 мільярдів євро.

#### Ключові проєкти та ініціативи
- BraveTechEU — спільна ініціатива України та Європейської комісії з фінансуванням по 50 млн євро з кожного боку для масштабування українських оборонних інновацій, зокрема у виробництві вибухових речовин та розробці автономних засобів для поля бою[9].
- Підтримка аграрного сектору: Міністерство аграрної політики та Міжнародний банк реконструкції та розвитку підписали угоду на 50 млн доларів для підтримки малих і середніх фермерських господарств[9].
- Соціальний захист: Міністерство соціальної політики та Банк розвитку Ради Європи підписали кредитну угоду на 200 мільйонів євро для забезпечення житлом понад мільйона переміщених осіб в Україні[9].
- Розвиток Києва: Мер Києва Віталій Кличко домовився з ЄБРР про підготовку кредитного фінансування на модернізацію метро на суму до 150 млн євро, а з ЄІБ — про реалізацію інфраструктурних проєктів, включаючи оновлення електротранспорту та реконструкцію міської лікарні №6[11].
- Регіональне відновлення: Були підписані меморандуми про співпрацю між українськими громадами та міжнародними партнерами. Зокрема, Коблівська, Новобузька та Вознесенська громади Миколаївщини домовилися про модернізацію систем тепло- та водопостачання[12], а Арцизька громада Одещини — про залучення міжнародного фінансування для модернізації інфраструктури[13]. Делегація Дніпропетровщини презентувала проєкти з відновлення критичної інфраструктури, зокрема, модернізації системи водопостачання у Криворіжжі за кошти уряду Франції[14].

#### Культурні та медійні заходи
У рамках конференції банк ПУМБ та група SCM представили імерсивну інсталяцію «НЕЗЛАМНА УКРАЇНА», створену у співпраці з італійськими та українськими митцями. Інсталяція, яку відвідав і Президент Зеленський, мала на меті розповісти світові про стійкість українського народу через мистецтво та технології.
Також відбувся сайд-івент «Сильні медіа, прозоре відновлення: Як журналістика будує майбутнє України», організований Інститутом масової інформації та медіамережею «Вікно Відновлення» за підтримки ЮНЕСКО. Метою заходу було визначення стратегій підтримки якісних медіа як основи для прозорого відновлення України.

### Оцінки
Політолог-міжнародник Дмитро Левусь позитивно оцінив результати конференції, зазначивши, що сигнали від американської сторони, зокрема проведення паралелей з Планом Маршалла, свідчать про наявність стратегічного бачення відновлення України та віри в її майбутнє. Він також підкреслив консенсус щодо використання заморожених російських активів для відбудови.

## 2024

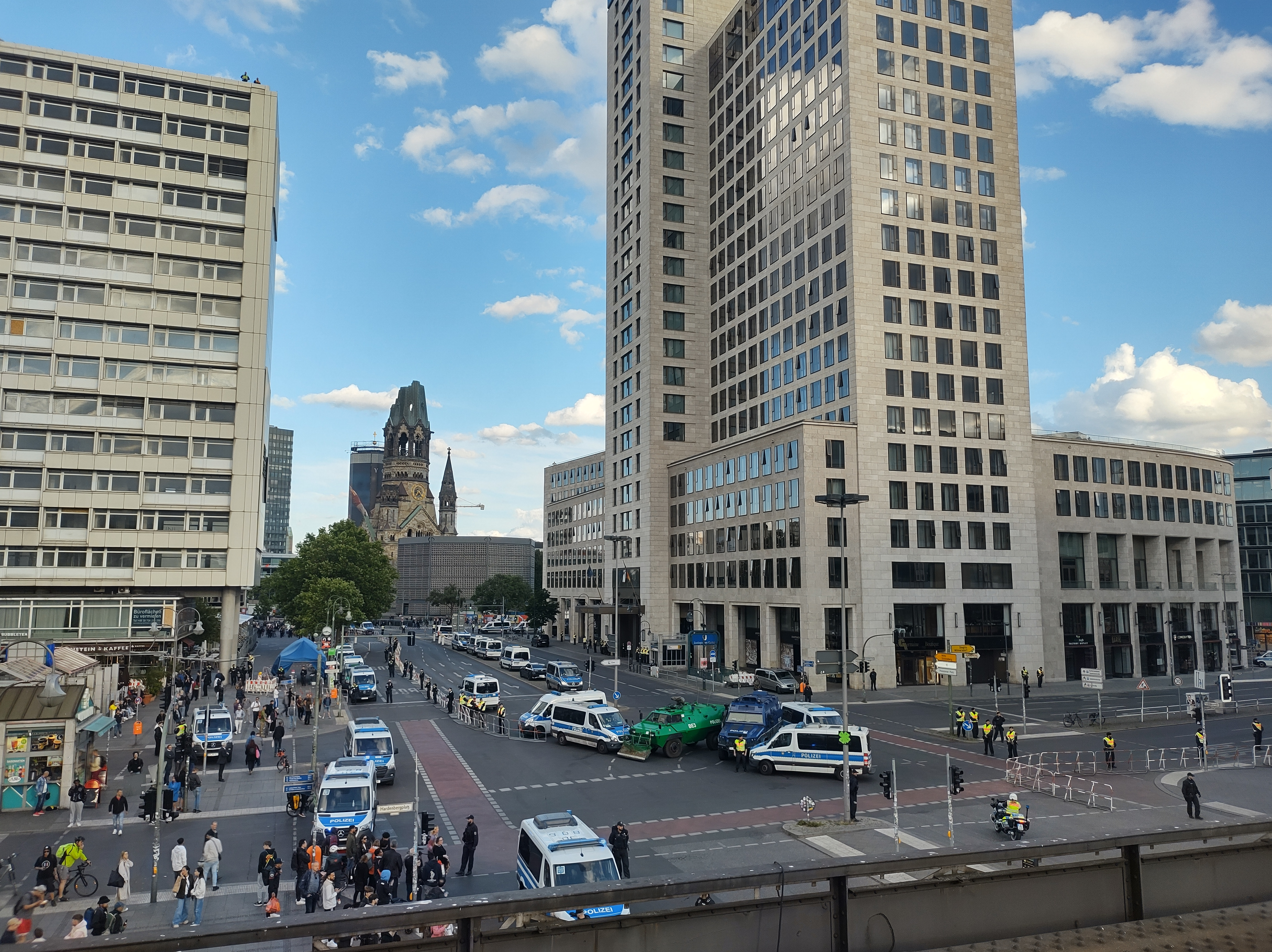
Перекриття доріг під час візиту Зеленського до Берліна 11 червня 2024 року

У вересні 2023 року Німеччина оголосила, що прийматиме наступну конференцію. Вона відбулася 11–12 червня 2024 року в Берліні.

## 2023

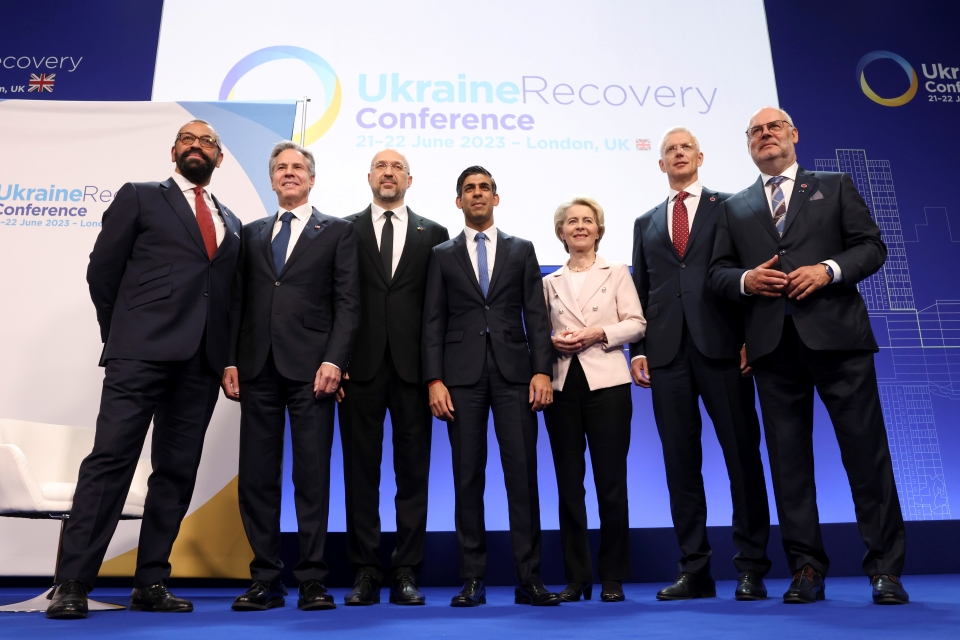
Лідери та урядовці на конференції 2023 року.

Конференція 2023 року відбулася в Лондоні, Велика Британія, з 21 по 22 червня 2023 року.
У конференції знову взяли участь високопоставлені міжнародні представники, організації та фінансові установи. Президент України Володимир Зеленський знову взяв участь віртуально через відеозв'язок.
Під час конференції прем'єр-міністр України Денис Шмигаль зазначив, що Україна стикається з найбільшим проєктом реконструкції в Європі з часів Другої світової війни і запросив допомогу в розмірі 7 мільярдів доларів США.
Президент Європейської комісії Урсула фон дер Ляєн представила пропозицію щодо нового українського фонду, який надаватиме до 50 мільярдів євро протягом чотирьох років для підтримки фінансової стабільності, відновлення та реалізації ключових реформ для допомоги у вступі України до ЄС у період з 2024 по 2027 рік.

## 2022

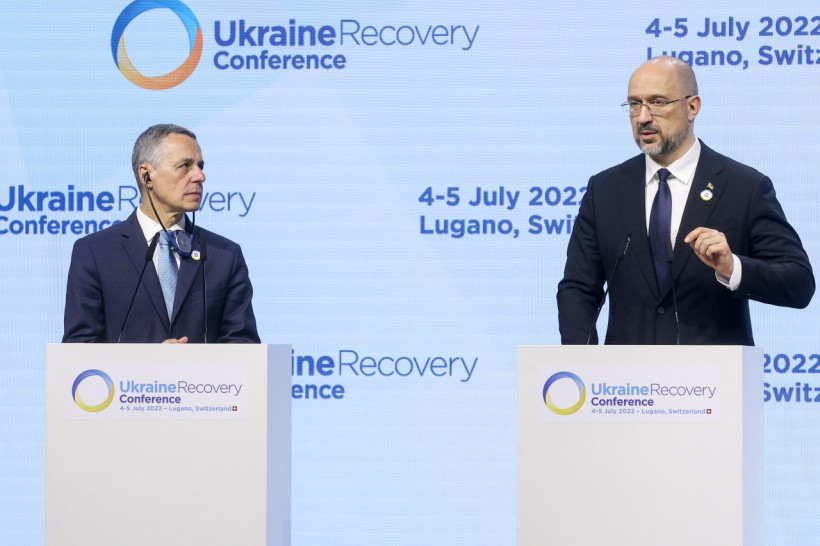
Прем'єр-міністр України Денис Шмигаль та президент Швейцарії Ігнаціо Кассіс під час конференції 2022 року

П'ята конференція стала першою після російського вторгнення в Україну, що призвело до зміни назви та фокусу з Конференції з питань реформ в Україні на Конференцію з відновлення України.
Це була дводенна конференція, що відбулася 4–5 липня 2022 року в Лугано, Швейцарія, метою якої було представлення української дорожньої карти повоєнного відновлення, включаючи плани щодо залучення коштів для реконструкції України. Її називали «Планом Маршалла» для України. Прем'єр-міністр України Денис Шмигаль повідомив, що втрати інфраструктури в Україні перевищили 100 мільярдів доларів США. Це включало понад 1200 освітніх закладів, 200 лікарень, тисячі кілометрів газопроводів, водопровідної та електричної інфраструктури, доріг та залізниць, які були зруйновані або пошкоджені.
Під час конференції було представлено проєкт рамкової програми повоєнного відновлення України. За участі 2000 експертів, програма була розділена на три етапи з орієнтовною вартістю реконструкції 750 мільярдів доларів США.
Проєкт рамкової програми включав такі кроки для реконструкції України:
1. Невідкладна гуманітарна допомога, включаючи водопостачання та мости.
2. З 2023 по 2025 рік — реконструкція шкіл, лікарень та будинків.
3. З 2026 по 2032 рік — модернізація до зеленої економіки, що залишає радянську епоху, та підготовка України до членства в ЄС.[28]

Конференція завершилася прийняттям «Луганської декларації», в якій було зазначено:
- Засудження військової агресії Російської Федерації проти України.
- Заклик до Росії вивести свої війська з території України.
- Повна підтримка суверенітету та територіальної цілісності України в її міжнародно визнаних кордонах.
- Повне зобов'язання підтримувати Україну на її шляху від раннього до довгострокового відновлення.[30][31]

Також було визначено сім принципів процесу відновлення України:
1. Партнерство. Під керівництвом України у партнерстві з міжнародними партнерами.
2. Фокус на реформах. Зосередження на реформах відповідно до європейського шляху України.
3. Прозорість, підзвітність та верховенство права.
4. Демократична участь.
5. Залучення багатьох зацікавлених сторін.
6. Гендерна рівність та інклюзивність.
7. Сталість.

Декларацію підписали глави держав та урядів, міністри та високі представники Албанії, Австралії, Австрії, Бельгії, Греції, Данії, Естонії, Ізраїлю, Ірландії, Ісландії, Іспанії, Італії, Канади, Кіпру, Латвії, Литви, Ліхтенштейну, Люксембургу, Мальти, Молдови, Нідерландів, Німеччини, Норвегії, Північної Македонії, Польщі, Португалії, Південної Кореї, Румунії, Словаччини, Словенії, Швейцарії, Великої Британії, США, Туреччини, України, Угорщини, Фінляндії, Франції, Хорватії, Японії, а також вищі посадові особи та високі представники Ради Європи, Європейського банку реконструкції та розвитку, Європейської комісії, Європейського інвестиційного банку та Організації економічного співробітництва та розвитку. Велика Британія також представила великий пакет допомоги для відбудови України.
Це була перша конференція, на якій президент Зеленський не був присутній особисто, а приєднався через відеозв'язок з Києва.

Під час свого виступу президент Зеленський сказав про вторгнення в Україну:
|  | Війна Росії проти України — це не лише спроба захопити нашу землю та зруйнувати державні інституції, зламати нашу незалежність. Це світоглядне протистояння. Антидемократична та антиєвропейська система, побудована в Росії, намагається довести, що вона нібито сильніша за всіх нас: Україну, Європу та демократичний світ. |

## 2021

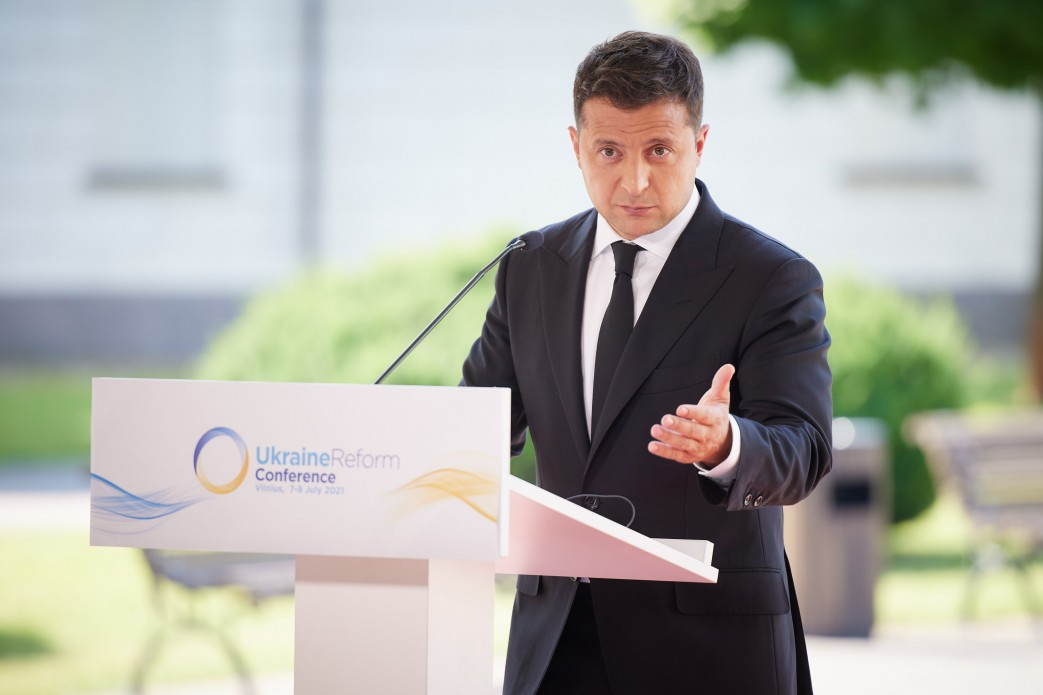
Президент України Володимир Зеленський виступає на четвертій Конференції з питань реформ в Україні у Вільнюсі, Литва, 6 липня 2021 року.

Четверта конференція спочатку була запланована на 7 липня 2020 року у Вільнюсі, Литва. Однак через ускладнення, пов'язані з пандемією COVID-19, конференцію було перенесено на 2021 рік.
На конференції були присутні президент Литви Гітанас Науседа та президент України Володимир Зеленський. Серед запрошених були представники таких країн:
- Албанія
- Австралія
- Бельгія
- Болгарія
- Канада
- Хорватія
- Кіпр
- Чехія
- Данія
- Естонія
- Фінляндія
- Франція
- Німеччина
- Греція
- Угорщина
- Ісландія
- Ірландія
- Ізраїль
- Італія
- Японія
- Латвія
- Люксембург
- Мальта
- Чорногорія
- Нідерланди
- Норвегія
- Польща
- Португалія
- Румунія
- Словаччина
- Словенія
- Південна Корея
- Іспанія
- Швеція
- Швейцарія
- Туреччина
- Україна
- Велика Британія
- США

а також представники Європейського Союзу, Європейський банк реконструкції та розвитку, Рада Європи, Міжнародний валютний фонд, НАТО, ОЕСР, Організація з безпеки і співробітництва в Європі, Програма розвитку ООН, Світовий банк, Консультативна місія Європейського Союзу в Україні та Антикорупційна ініціатива Європейського Союзу в Україні.
Конференція була зосереджена на подіях після президентських виборів 2019 року в Україні, війни на Донбасі та політичних цілях на майбутнє.

## 2019

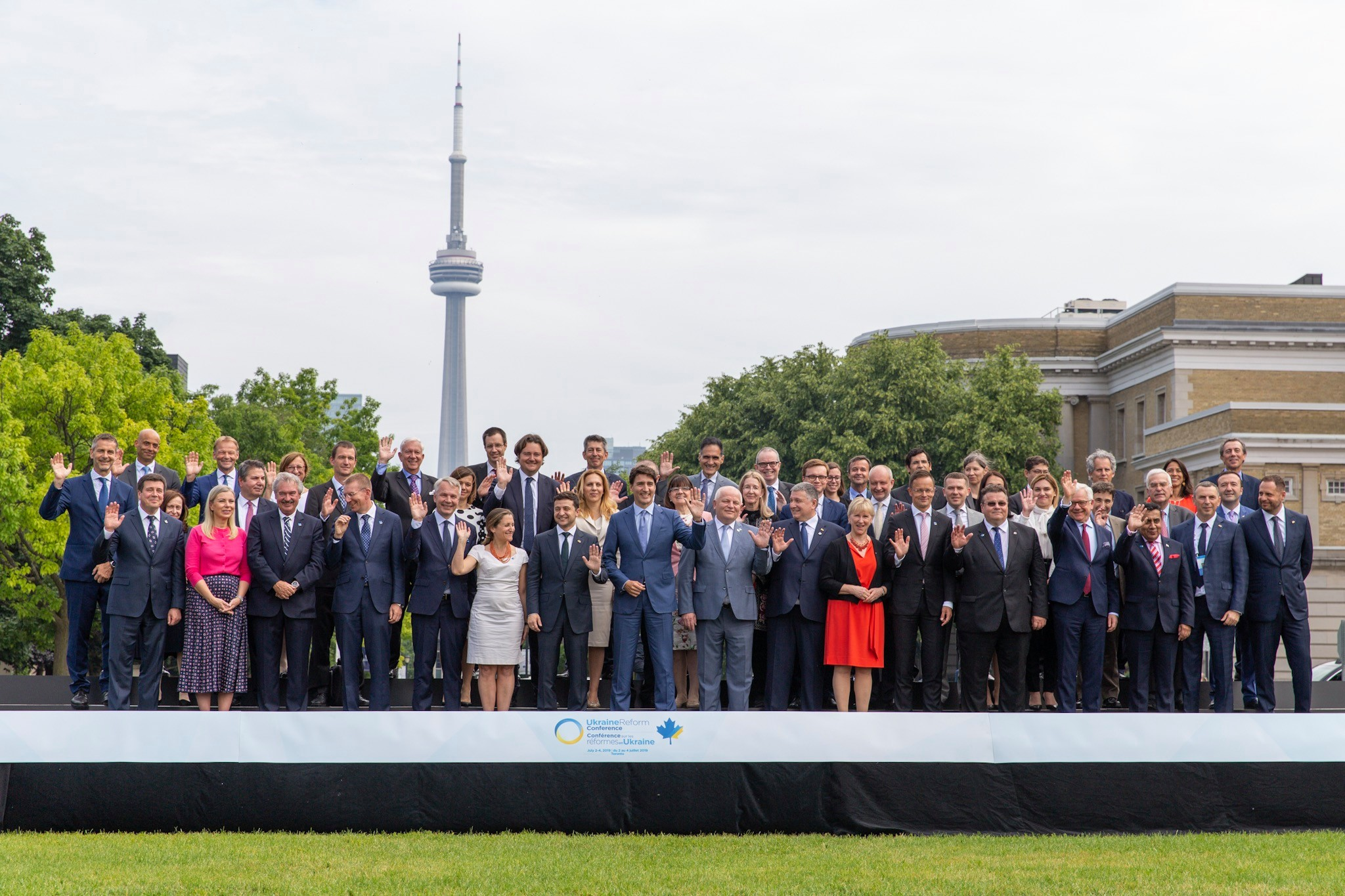
Лідери та офіційні особи в Торонто.

Третя конференція відбулася 2–4 липня 2019 року в Торонто, Канада.
Було понад 800 учасників, включаючи делегації з 37 країн та 10 міжнародних організацій. Серед присутніх були президент України Володимир Зеленський та прем'єр-міністр Канади Джастін Трюдо, а також представники таких країн:
- Албанія
- Австрія
- Бельгія
- Канада (господар)
- Хорватія
- Кіпр
- Чехія
- Данія
- Естонія
- Фінляндія
- Франція
- Німеччина
- Греція
- Угорщина
- Ісландія
- Ірландія
- Ізраїль
- Італія
- Японія
- Латвія
- Литва
- Люксембург
- Мальта
- Нідерланди
- Норвегія
- Польща
- Португалія
- Румунія
- Словаччина
- Словенія
- Іспанія
- Швеція
- Швейцарія
- Туреччина
- Україна
- Велика Британія
- США

а також представники НАТО, Ради Європи, Міжнародного валютного фонду, Європейський інвестиційний банк, Європейського банку реконструкції та розвитку, ОЕСР, Світовий конгрес українців та Світового банку.
Ключові пункти порядку денного включали:
- Незворотність реформ в Україні
- Реформа децентралізації, її можливості, ефективність та результати
- Україна на шляху інтеграції до євроатлантичної спільноти
- Інновації, можливості та інвестування[40][3]

## 2018

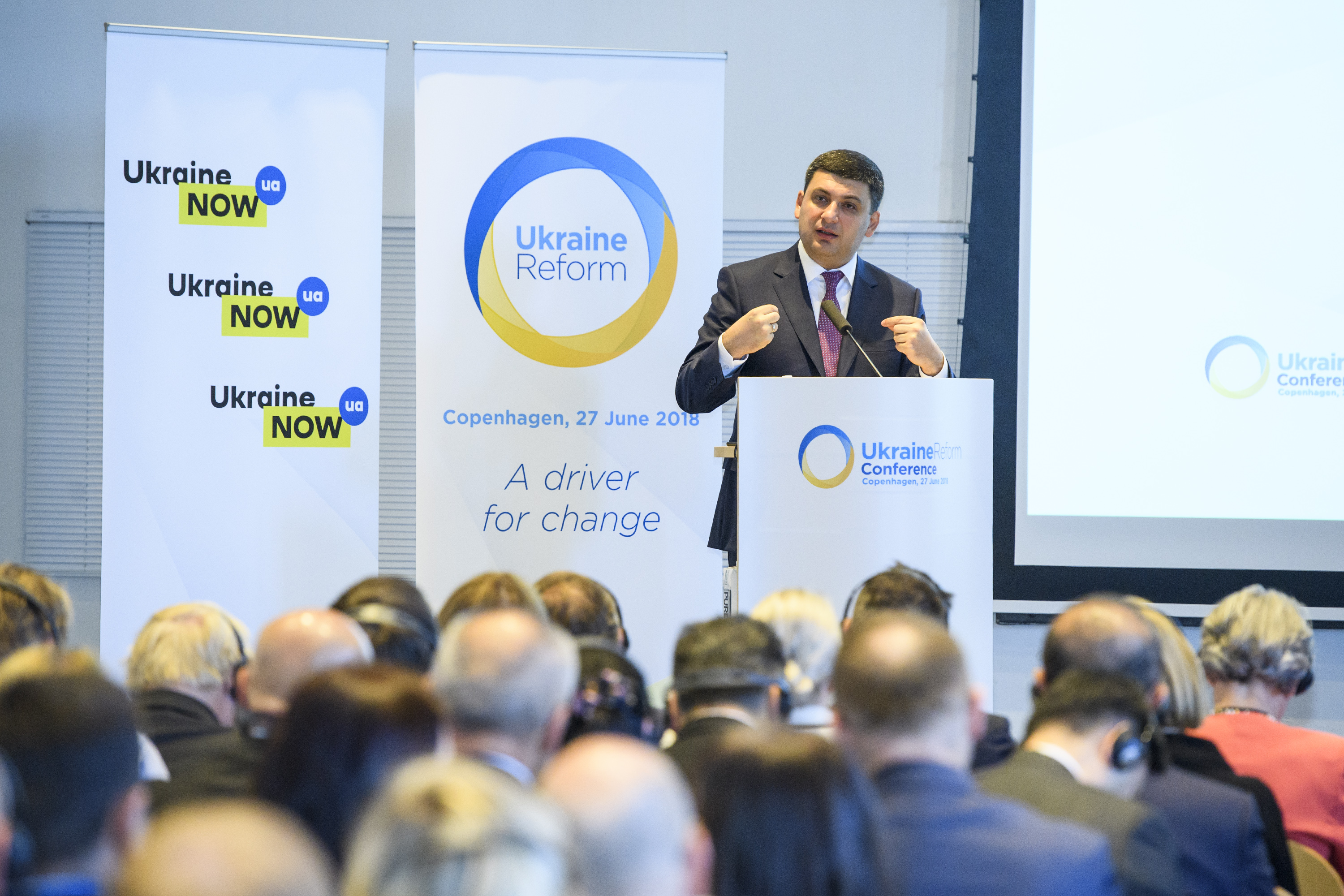
Прем'єр-міністр Гройсман виступає під час другої конференції.

Друга конференція відбулася 27 червня 2018 року в Копенгагені, Данія.
У конференції взяли участь:
| Країна            | Представник              | Посада                                                      | Посилання     |
| ----------------- | ------------------------ | ----------------------------------------------------------- | ------------- |
| Україна           | Володимир Гройсман       | Прем'єр-міністр України                                     | [ 42 ] [ 43 ] |
| (господар)        | Ларс Люкке Расмуссен     | Прем'єр-міністр Данії                                       | [ 42 ] [ 43 ] |
| Канада            | Христя Фріланд           | Міністр закордонних справ                                   | [ 42 ] [ 43 ] |
| Естонія           | Свен Міксер              | Міністр закордонних справ                                   | [ 42 ] [ 43 ] |
| Європейський Союз | Федеріка Могеріні        | Високий представник із закордонних справ і політики безпеки | [ 42 ] [ 43 ] |
| Латвія            | Едгарс Рінкевичс         | Міністр закордонних справ                                   | [ 42 ] [ 43 ] |
| Литва             | Лінас Антанас Лінкявічюс | Міністр закордонних справ                                   | [ 42 ] [ 43 ] |
| Норвегія          | Іне Марі Еріксен Серейде | Міністр закордонних справ                                   | [ 42 ] [ 43 ] |
| Швеція            | Маргот Вальстрем         | Міністр закордонних справ                                   | [ 42 ] [ 43 ] |
| Туреччина         | Мевлют Чавушоглу         | Міністр закордонних справ                                   | [ 42 ] [ 43 ] |
| Велика Британія   | Борис Джонсон            | Міністр закордонних справ                                   | [ 42 ] [ 43 ] |

А також представники США, НАТО, ОЕСР та інших країн G7 та Європи.
Конференція була зосереджена на підтвердженні міжнародного партнерства та підтримки вільної та реформованої України, а також на темах доброго врядування, економічного розвитку та цілях на 2018–2019 роки. Цілі включали приватизацію державних підприємств, покращення корпоративного управління, покращення бізнес-клімату, реформу ринку землі, децентралізацію, боротьбу з корупцією, реформу енергетичного сектору, розвиток інфраструктури, реформу державного управління та інновації та цифровий розвиток.
Прем'єр-міністр Гройсман зазначив, що Україна продовжуватиме реалізовувати політику, спрямовану на подальше зближення та поглиблення співпраці з Європейським Союзом. Поглиблена та всеосяжна зона вільної торгівлі набула чинності 1 вересня 2017 року і надала Україні доступ до єдиного ринку ЄС, що збільшило торгівлю українськими товарами з країнами-членами ЄС до 41,3%. У 2017 році Україна досягла зростання ВВП понад +2% і очікувала досягти +3% ВВП у 2018 році та понад 3% ВВП до 2019 року.
Гройсман визначив такі 6 ключових пріоритетів реформ:
| Пріоритети реформ                     | Деякі досягнення |
| ------------------------------------- | --- |
| Пенсії                                | З 2017 року 10,2 мільйона пенсій було підвищено в середньому на 561,17 ₴ (зростання на 35,7%). |
| Освіта                                | Впровадження системи «Нова українська школа». Збільшення охоплення учнів з особливими потребами. У 2017 році зарплати вчителів зросли на 50% та ще на 25% у 2018 році. |
| Охорона здоров'я                      | Прийнято кілька законів, зокрема закон «Про підвищення доступності медичних послуг у сільській місцевості» та законодавство про медичне обслуговування іноземців та осіб без громадянства. Базове впровадження системи eHealth, та програми доступних ліків. Розпочато створення Національної служби здоров'я України як визначеного національного замовника медичних послуг. |
| Державне управління                   | Впроваджено онлайн-інструменти для моніторингу рішень та планів уряду. Створення єдиного веб-порталу відкритих урядових даних (data.gov.ua) для доступу до публічної інформації. Впроваджено 35 нових е-послуг. З 2017 року досягнуто +34 у Індексі глобальної конкурентоспроможності та +7 у Індексі розвитку ІКТ.                                                           |
| Приватизація та державні підприємства | Прийнято нове законодавство. Розділення державних підприємств на групи для подальших реформ. Використання Prozorro.Sale для пілотної малої приватизації ДП у прозорий спосіб. |
| Сільськогосподарський сектор          | Кілька постанов щодо моніторингу та використання земель. Нові онлайн-сервіси. Виділено 6,3 мільярда ₴ у державному бюджеті 2018 року на сільськогосподарські цілі. |

## 2017

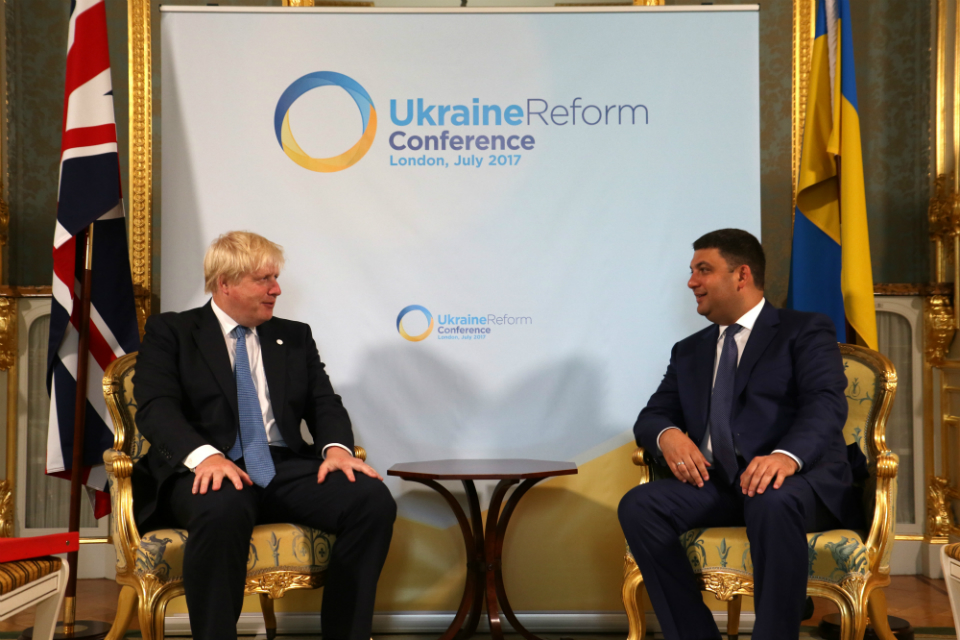
Міністр закордонних справ Борис Джонсон зустрічається з прем'єр-міністром Володимиром Гройсманом під час першої конференції.

Перша конференція відбулася 6 липня 2017 року в Лондоні, Велика Британія. У конференції взяли участь прем'єр-міністр Гройсман, міністр закордонних справ Великої Британії Борис Джонсон та понад 30 представників міжнародних організацій з безпеки та фінансів.
Темами конференції були економічне зростання, добре врядування, людський капітал, верховенство права, боротьба з корупцією та оборона і безпека. Уряд України представив свій План дій з реформ на 2017-2020 роки, який окреслював майбутні плани реформ.
Прем'єр-міністр Гройсман наголосив на посиленні обороноздатності України у відповідь на агресію з боку Росії. Гройсман зазначив, що «покращення обороноздатності нашої держави відповідає інтересам усього демократичного світу».
Гройсман назвав дві додаткові сфери, що потребують реформ: приватизація та боротьба з корупцією. Щодо приватизації Гройсман заявив, що нове законодавство вже подано до Верховної Ради для розробки системи прозорої та конкурентної приватизації. А також реформування судової системи та прийняття англійського права. Щодо корупції, Гройсман виступив за децентралізацію та представив стратегії боротьби з корупцією, включаючи нове Національне антикорупційне бюро України та створення антикорупційного суду.